# Blausee (Berner Oberland)
Der Blausee ist trotz seiner geringen Grösse von 0,64 ha einer der bekanntesten Bergseen der Schweiz. Er ist ein beliebtes Ausflugsziel im Berner Oberland. Er liegt nahe Mitholz auf dem Gebiet der Gemeinde Kandergrund. Die Domäne Blausee (Hotel und See) gehört heute der Familie Kambly und wird über die Stiftung Blausee verwaltet.

## Lage
Der Blausee liegt auf 887 m ü. M. im Kandertal südlich des Dorfes Kandergrund direkt neben dem Fluss Kander. Man erreicht ihn über die Bahnhöfe von Frutigen oder Kandersteg, von welchen ein Bus zum Blausee fährt. Für Autofahrer stehen grosse Parkplätze zur Verfügung. Seit 2009 können Fussgänger und Wanderer einen Steg über die Kander zum Eintritt in den Naturpark Blausee benutzen.

## Geschichte
Der Blausee entstand vor über 15'000 Jahren durch einen Felssturz, in dessen Trümmern der See heute liegt. Als der Zürcher Kaufmann Johann Leemann-Boller als Tourist das Kandertal durchstreifte, stiess er auf das Gebiet um den Blausee. 1878 kaufte er See und Land dem Frutiger Wirt Johann Reichen-Bhend ab. Mit der Erschliessung des Tales durch die Lötschbergbahn und dem Ausbau der Strasse erlebte die ganze Region einen Aufschwung. Der Fremdenverkehr nahm stark zu und der Blausee wurde schnell ein beliebter Anziehungspunkt für Touristen. Ein Hotel wurde gebaut und eine Fischzuchtanstalt für Forellen eingerichtet. Hotel und Restaurant sind auch im Winter geöffnet. In einer kleinen Ausstellung wird die Geschichte des Blausees dargestellt.
Karl Baedeker schrieb 1869 in seinem Reiseführer Die Schweiz: «… etwas rechts im Tannenwald versteckt liegt der kleine blaue See, merkwürdig durch seine tiefblaue Farbe.» 1885 schrieb er in einer neuen Auflage: «… führt ein Weg an den blauen See (nicht zu versäumen!), merkwürdig durch sein blaues Farbenspiel und seine malerisch mit Tannen und Felsen bewaldete Umgebung.» Johann Jakob von Tschudi erwähnt 1885 den Blausee als «landschaftliches Kleinod von zauberhafter Waldeinsamkeit» sowie die gemütliche kleine Pension. 1925 erwarb der Biskuitfabrikant Oscar Kambly die "Domäne Blausee" welche den See, 20-Hektar Land sowie das Hotel und Landwirtschaft enthielt. Heute gehört die Domäne immer noch der Familie Kambly und ist in der Blausee AG konsolidiert.

## See

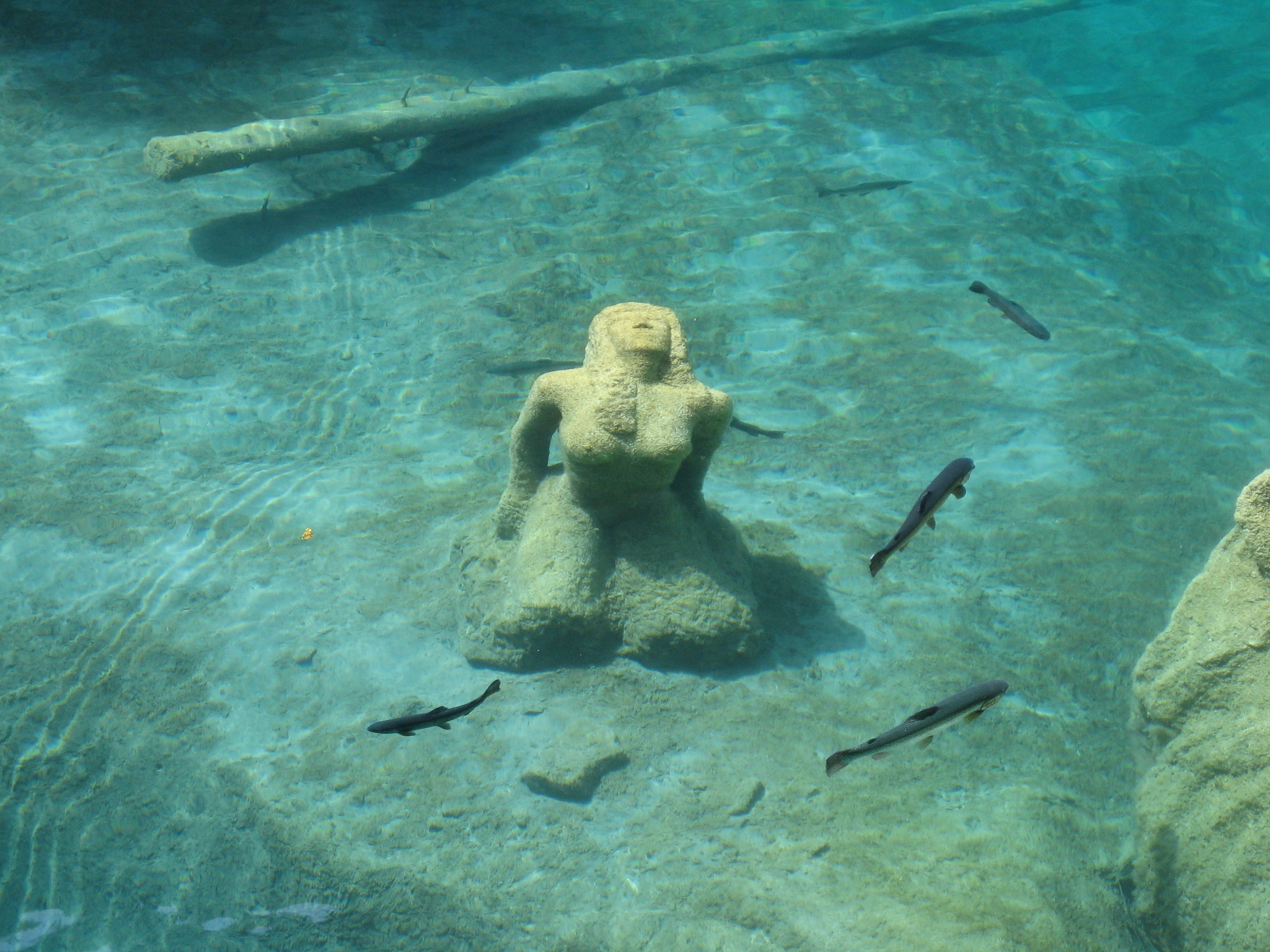
Skulptur im See

Der Blausee liegt in einem 20 Hektar grossen bewaldeten Naturpark mit Spazierwegen, Picknickplätzen und Feuerstellen. Weil der See aus unterirdischen Quellen gespeist wird, ist das Wasser glasklar. Die bis zu 12 m unter Wasser liegenden Baumstämme und Felsen scheinen gleich unter der Oberfläche zu liegen.
Da das Wasser langwelliges (rotes) Licht stärker absorbiert als kurzwelliges (blaues) Licht, erscheint es tief blau und blaugrün. Gemäss einer Sage stammt die blaue Farbe von den blauen Augen eines jungen Mädchens, das aus Trauer über den Tod ihres Geliebten ins Wasser ging. Seither trage der See als Erinnerung an die Unglückliche die blaue Farbe. An die Sage erinnert auch die im See liegende Skulptur des Glattfelder Künstlers Raffael Fuchs aus dem Jahr 1998.

## Besonderes
Neben dem Hotel ist eine Bio-Forellenzucht eingerichtet. Die Forellen werden an Restaurants im ganzen Kandertal geliefert und können am Eingang des Parks in einem Laden gekauft werden. Das Gelände ist eingefriedet, es wird ganzjährig ein Eintritt erhoben. Die Anlage wird von der Blausee AG betrieben.

## Umweltskandal
Seit 2018 kam es in der Fischzucht-Anlage Blausee zu Fischsterben mit mehreren zehntausend toten Forellen. Im Januar 2021 wurde bekannt, dass die Berner Transportfirma TGC Bern im Steinbruch Mitholz oberhalb des Sees hunderte Tonnen belastetes Material illegal entsorgt hatte. Dabei handelte es sich unter anderem um mit Schadstoffen belasteten Pressschlamm, der auf eine Deponie gehört hätte. Die Firma hat das Material als „sauberen Aushub“ umdeklariert. 200 Tonnen Betonschlamm stammten aus der Sanierung des Lötschbergtunnels. Ein Zusammenhang zwischen der Deponie und dem Fischsterben ist noch unklar. Der Regierungsrat und Baudirektor Christoph Neuhaus wurde im März 2022 vom Grossen Rat aufgefordert, die Aufsicht über die Kiesgruben sofort zu verbessern.

## Weiteres
Im April 2022 wurde bekannt, dass die Bio-Fischzucht verkleinert werden soll, da die Betreiber den neuen Umweltauflagen nicht nachkommen wollen. Der Fürtbach ist durch Futter und Fäkalien verschmutzt und muss saniert werden.

## Galerie

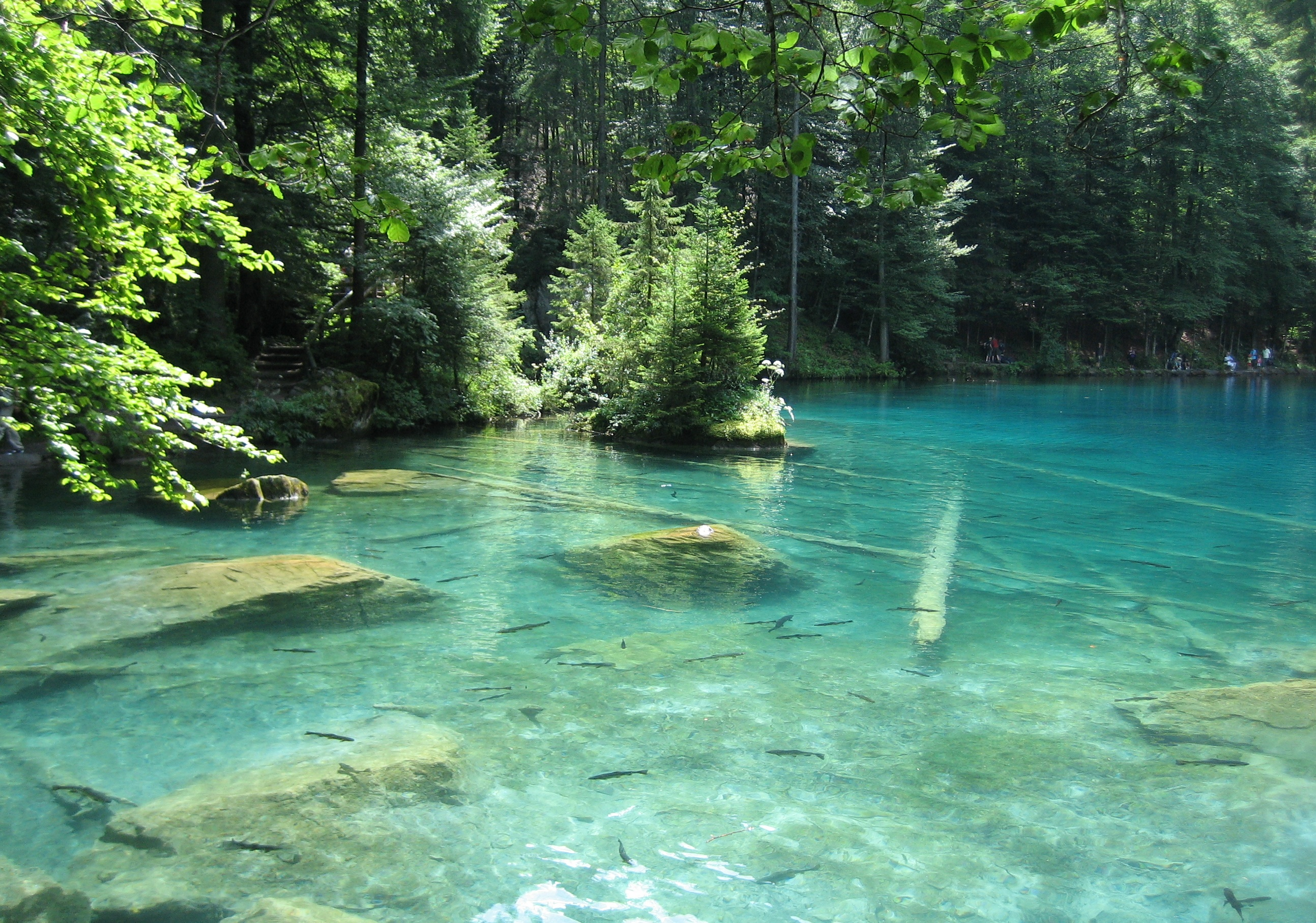
Das klare Wasser
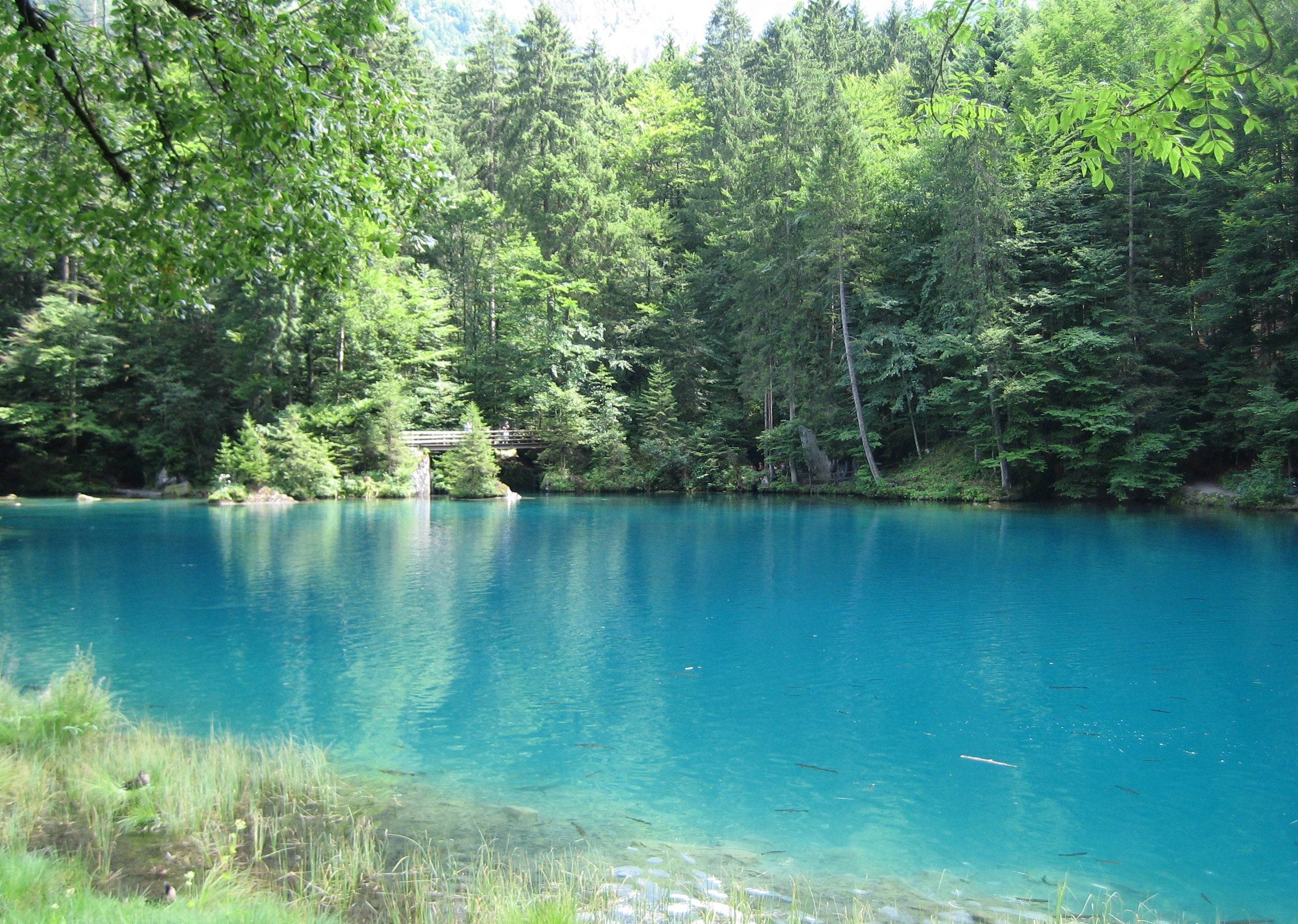
Lage im Wald
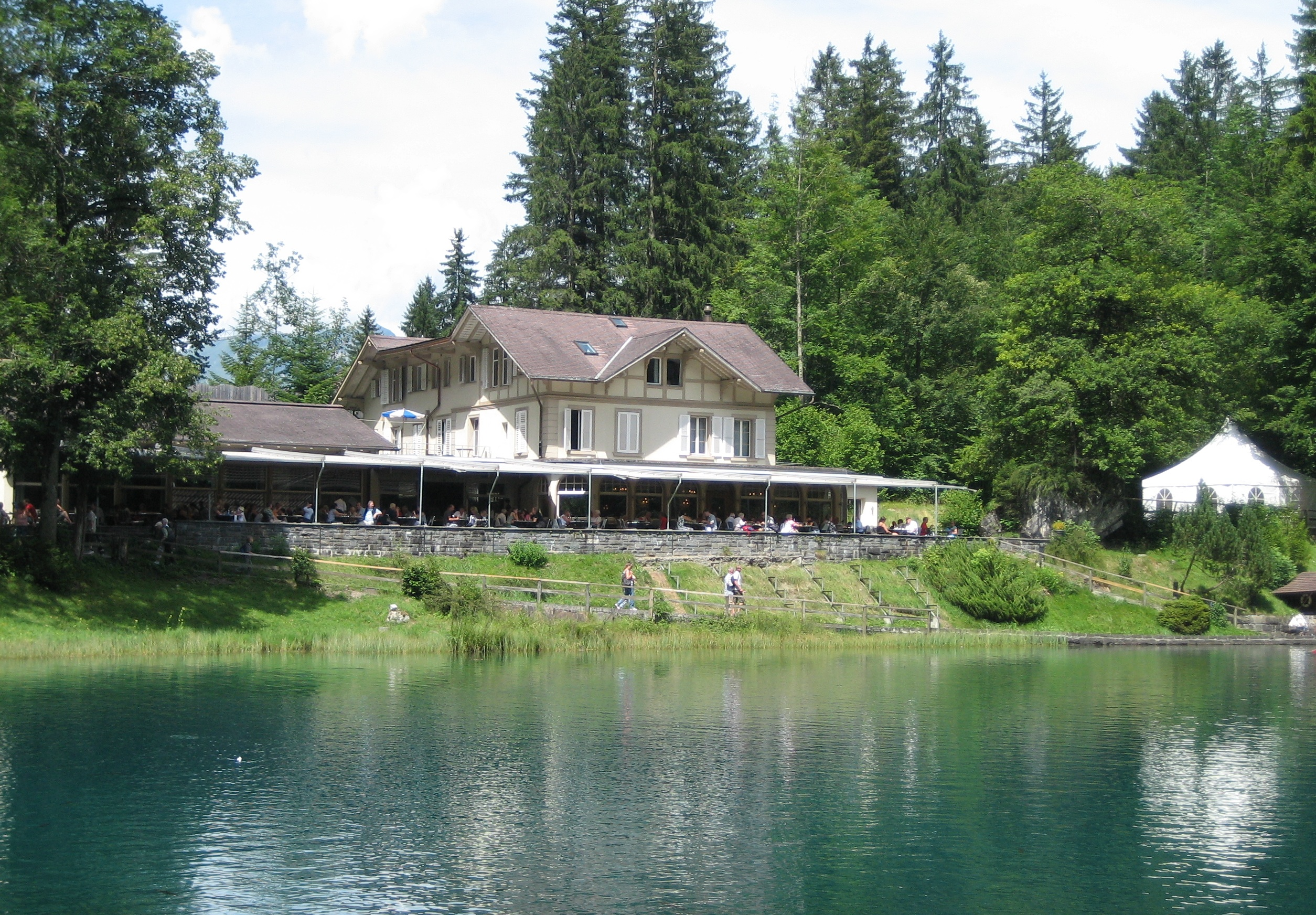
Restaurant
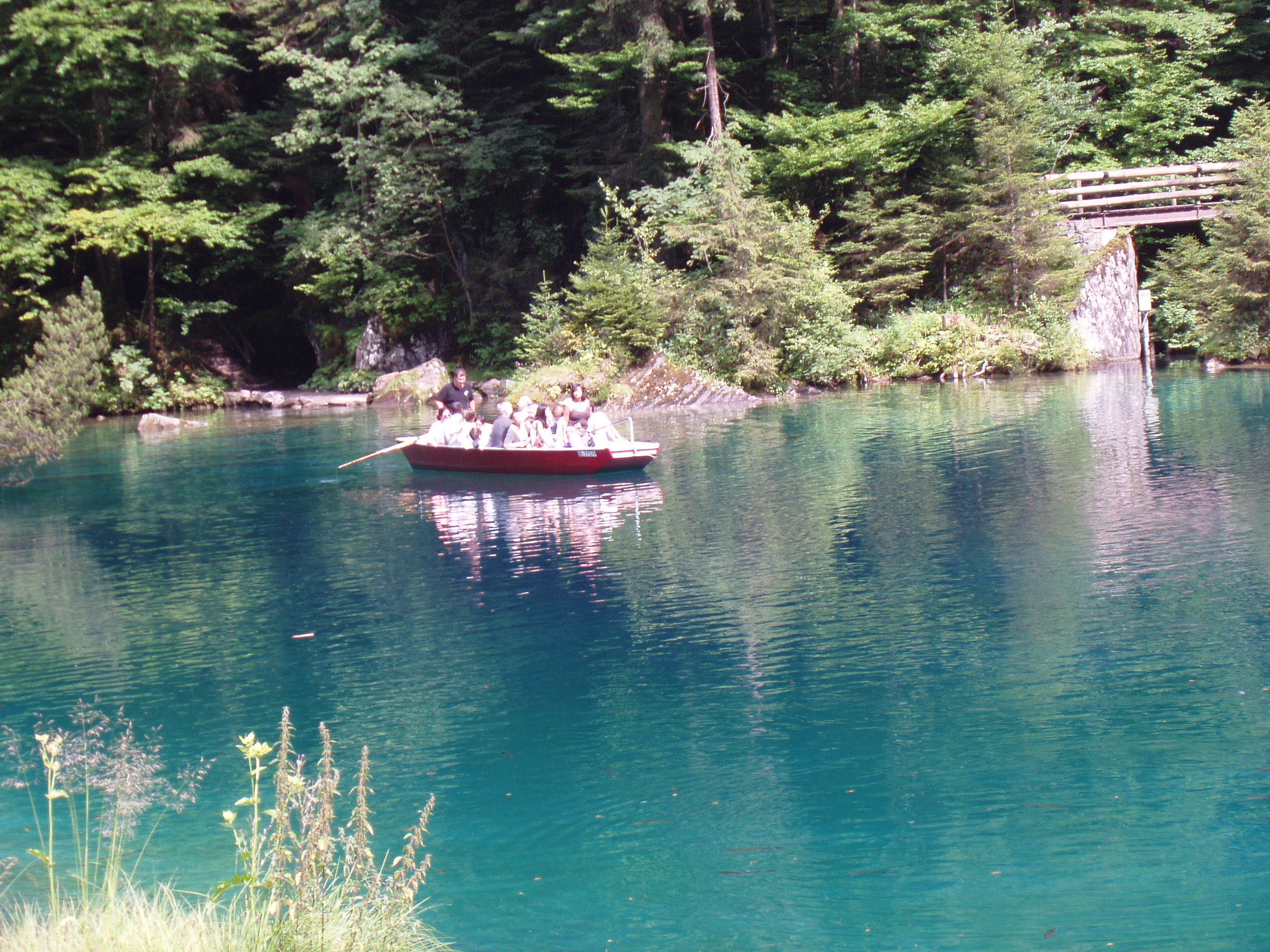
Ruderboot
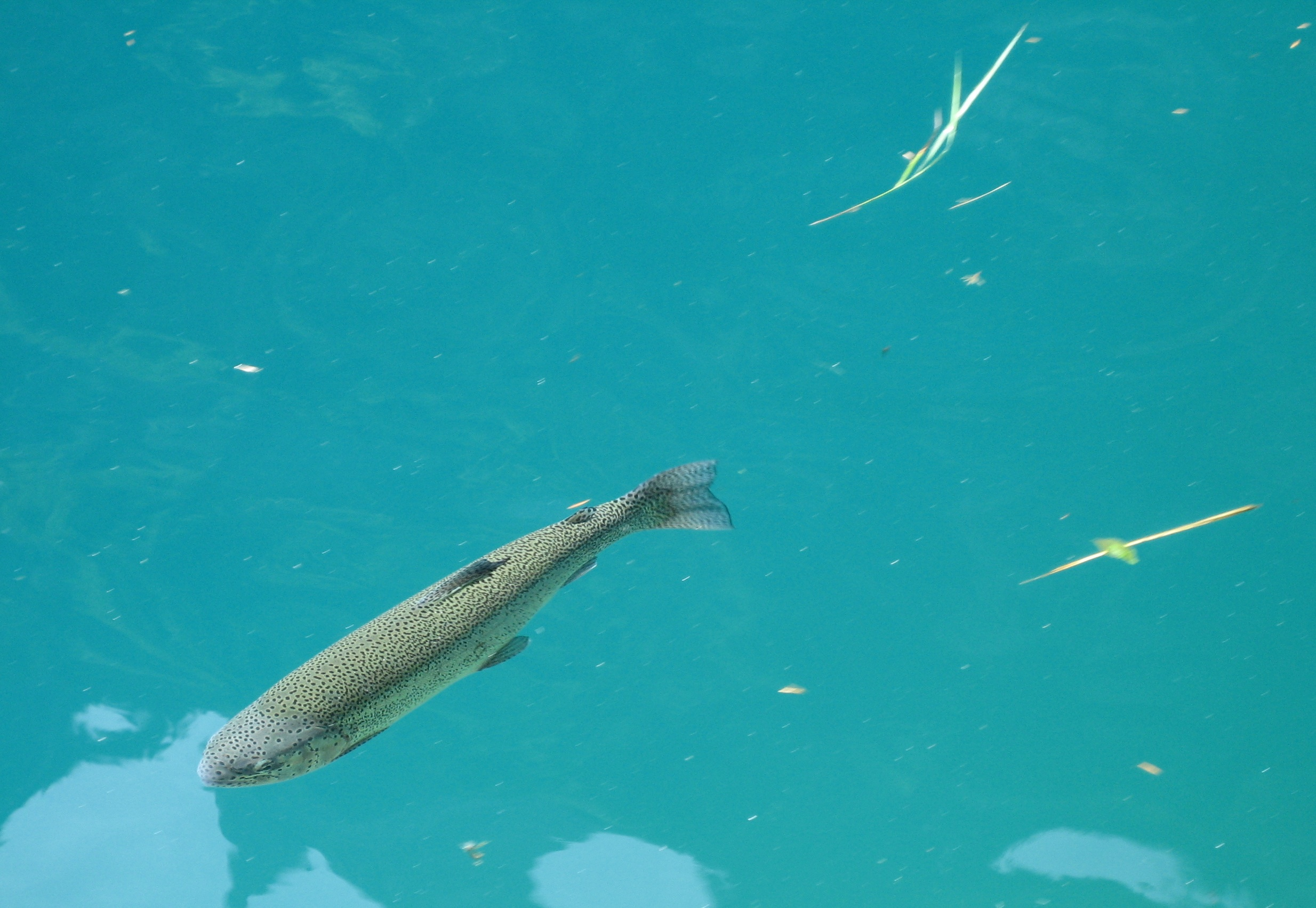
Forellen
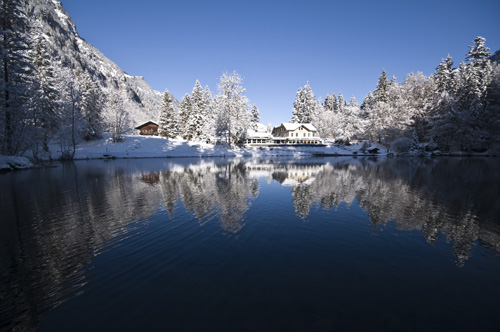
Im Winter
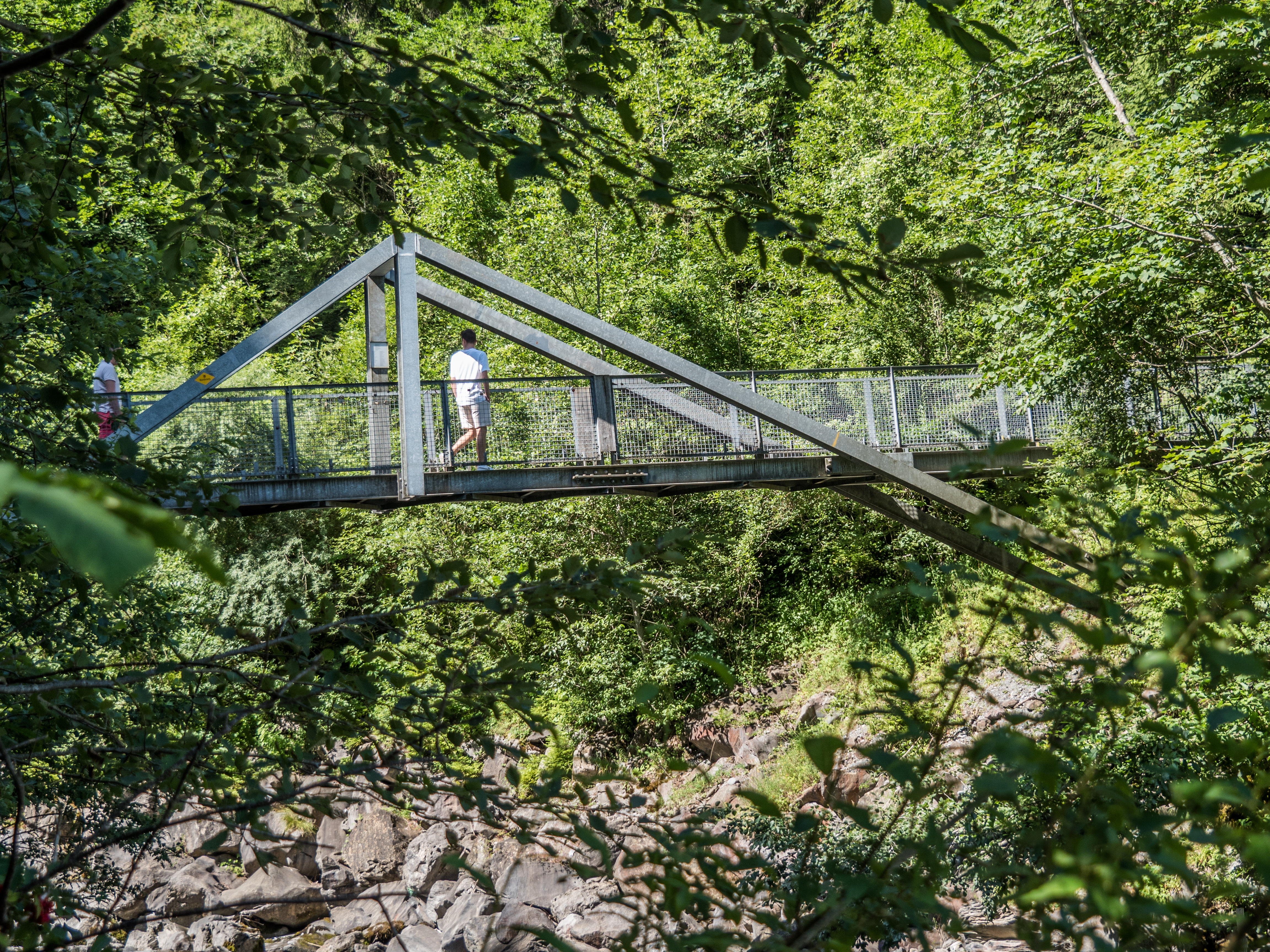
Fussgängersteg über die Kander beim Blausee